# Bathytropa colasi
Bathytropa colasi is een pissebed uit de familie Bathytropidae. De wetenschappelijke naam van de soort is voor het eerst geldig gepubliceerd in 1954 door Vandel.